# 時津風 (陽炎型駆逐艦)
時津風（ときつかぜ）は、大日本帝国海軍の駆逐艦。陽炎型駆逐艦の10番艦である。
この名を持つ帝国海軍の艦船としては3隻目｛書類上は2隻目｝（初代は磯風型駆逐艦の時津風）。

## 艦歴
浦賀船渠で建造され、1939年（昭和14年）2月20日起工。同年8月25日、姉妹艦の天津風と共に「時津風（トキツカゼ）」と命名される。11月10日に進水、1940年（昭和15年）9月1日附で駆逐艦天霧駆逐艦長中原義一郎中佐は、時津風艤装員長に任命される。なお中原は、白露型駆逐艦4番艦夕立艤装員長および初代駆逐艦長だった。
時津風は12月15日に竣工。同日附で中原艤装員長も制式に時津風初代駆逐艦長となる。呉鎮守府籍。浦賀船渠で建造された陽炎型としては3隻目。
- 舞鶴海軍工廠：(1)陽炎、(4)親潮、(9)天津風、(15)野分、(16)嵐
- 浦賀船渠：(2)不知火、(5)早潮、(10)時津風、(13)浜風、(17)萩風、(19)秋雲
- 藤永田造船所：(3)黒潮、(6)夏潮、(11)浦風、(14)谷風、(18)舞風
- 神戸川崎造船所：(7)初風
- 佐世保海軍工廠：(8)雪風、(12)磯風

当時、第二水雷戦隊（司令官五藤存知少将）第16駆逐隊（駆逐隊司令島崎利雄大佐）は陽炎型3番艦黒潮、7番艦初風、8番艦雪風で構成されており、紀元二千六百年記念行事に伴う紀元二千六百年特別観艦式にも第16駆逐隊はこの3隻で参加している。その後、陽炎型9番艦天津風（12月15日附）及び10番艦（本艦）の就役と第16駆逐隊加入に伴い、黒潮は第15駆逐隊に転出した。
1941年（昭和16年）7月25日、島崎司令は軽巡洋艦川内艦長へ転任、渋谷紫郎大佐（前職第7駆逐隊司令）が第16駆逐隊新司令として着任した。
9月15日、第二水雷戦隊司令官五藤存知少将も第六戦隊（青葉、加古、衣笠、古鷹）司令官へ転任、後任の二水戦司令官は田中頼三少将となった。
太平洋戦争開戦時、第二水雷戦隊（司令官田中頼三少将：旗艦神通）は第15駆逐隊（夏潮、黒潮、親潮、早潮）、第8駆逐隊（大潮、朝潮、満潮、荒潮）、第16駆逐隊、第18駆逐隊（不知火、霞、陽炎、霰）をもって構成されており、第16駆逐隊は第1小隊（司令艦：雪風、時津風）／第2小隊（天津風、初風）という編成であった。なお第8駆逐隊は南方部隊本隊、第18駆逐隊は南雲機動部隊に所属しており、第二水雷戦隊の直接指揮下になかった。

### 太平洋戦争緒戦
太平洋戦争緒戦、第16駆逐隊を含む第二水雷戦隊は南方攻略作戦に投入され、各方面で順調に活動を続けた。フィリピン攻略に目途がつくと、第二水雷戦隊は蘭印作戦に投入された。日本軍の快進撃が続く中、数隻の駆逐艦が沈没した。1942年（昭和17年）2月9日、二水戦/第15駆逐隊より夏潮が米潜水艦の雷撃により沈没し、陽炎型駆逐艦最初の喪失艦となった。
2月27日、時津風はスラバヤ沖海戦に参加。戦闘後、時津風は沈没した連合軍艦艇将兵を救助した。
3月15日に「時津風」や水上機母艦「千歳」、軽巡洋艦「鬼怒」、駆逐艦「雪風」などからなるN攻略部隊が編成され、同部隊は3月末から西部ニューギニア戡定作戦に従事した。
6月上旬のミッドウェー作戦では陸軍一木支隊及び海軍陸戦隊輸送船団護衛のため、アメリカ軍艦隊と直接交戦する機会はなかった。
7月11日、第16駆逐隊第1小隊（時津風、雪風）は輸送船南海丸を護衛して呉を出発。航海中の7月14日、艦隊再編成により時津風以下第16駆逐隊は第十戦隊（司令官木村進少将：旗艦長良）に編入された。16駆加入までの第十戦隊は、第7駆逐隊の吹雪型駆逐艦3隻（曙、潮、漣）、第10駆逐隊の夕雲型駆逐艦4隻（秋雲、夕雲、巻雲、風雲）、第17駆逐隊の陽炎型駆逐艦4隻（浦風、磯風、谷風、浜風）で編制されていた。
7月15日、3隻（時津風、雪風、南海丸）は台湾高雄市に到着。21日に出発してラバウルに向かう。28日ラバウルに到着。
帰路、ラバウルへ進出中の第八艦隊（司令長官三川軍一中将）旗艦鳥海と合同した。7月29日、第9駆逐隊第1小隊（朝雲、夏雲）は鳥海護衛任務を16駆1小隊（時津風、雪風）に引き継ぐと横須賀へ帰投した。3隻（鳥海、雪風、時津風）は30日15時ラバウル着。鳥海を残して1小隊（雪風、時津風）はトラック泊地に戻った。
8月1日、第16駆逐隊司令は渋谷大佐から荘司喜一郎大佐に交代。8月5日、「時津風」は工作艦「明石」およびミッドウェー海戦での損傷の応急修理を終えた重巡洋艦「最上」を護衛してトラック発。8月12日に「時津風」は呉に入港した。

### ガダルカナル島の戦い
第16駆逐隊第1小隊（雪風、時津風）が護衛任務に従事している間にアメリカ軍はガダルカナル島とフロリダ諸島に上陸を開始、8月7日以降ガダルカナル島の戦いがはじまる。第16駆逐隊は第三艦隊（司令長官南雲忠一中将）と合流すると、第一航空戦隊の空母3隻（翔鶴、瑞鶴、龍驤）を護衛し、ガダルカナル島へ向かった。

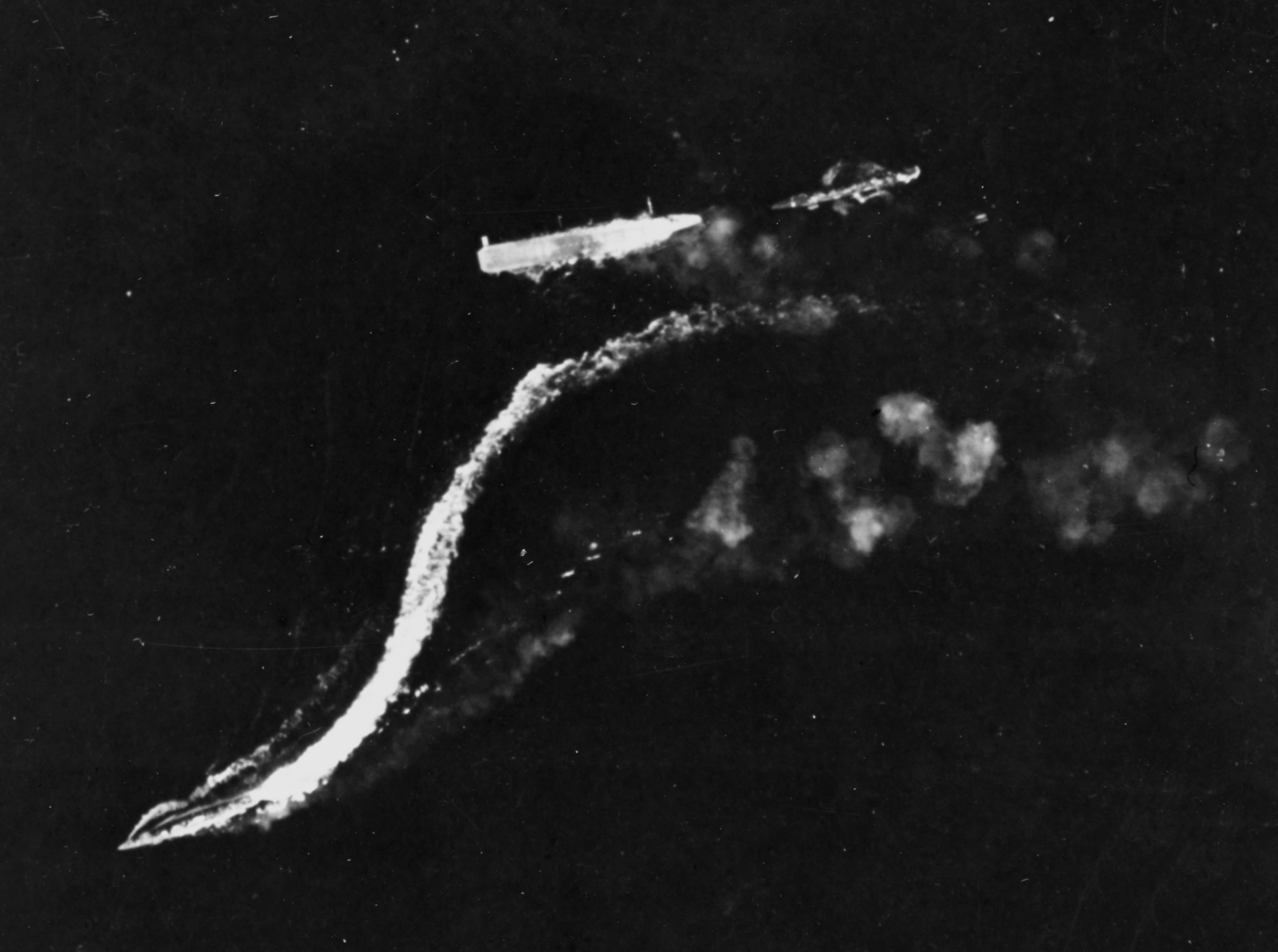
時津風（右上）が軽空母龍驤を支援、1942年8月24日。

8月24日〜25日の第二次ソロモン海戦で、時津風は空母龍驤及び第八戦隊（司令官原忠一少将）の重巡洋艦利根、16駆僚艦の天津風と共に機動部隊支隊（龍驤、利根、天津風、時津風）を編制し、機動部隊本隊（南雲長官直率。翔鶴、瑞鶴等）とは別行動をとった。24日、アメリカ軍機動部隊艦載機の攻撃で龍驤が沈没した。3隻（利根、時津風、天津風）は共同で龍驤乗組員および不時着機搭乗員の救助を行った。
9月2日、消極的な行動により連合艦隊や第八艦隊から批判されていた第24駆逐隊（海風、江風、涼風）司令村上暢之助大佐は同職を解任された。9月3日、時津風駆逐艦長中原義一郎中佐は第24駆逐隊司令に抜擢される（9月10日着任）。それにともない、吹雪型駆逐艦夕霧艦長本倉正義中佐が本艦二代目駆逐艦長に任命された。
10月上旬、時津風は駆逐艦漣と共に空母大鷹(9月28日被雷して損傷中)を護衛して内地へ帰投する。3隻（大鷹、時津風、漣）は10月4日にトラックを出発し、14日呉に着いた。到着と共に時津風は大鷹の指揮下を離れた。再びトラック泊地へ戻ると、10月26日の南太平洋海戦に南雲機動部隊（翔鶴、瑞鶴、瑞鳳）の直衛艦として参加。重巡熊野、駆逐艦部隊（照月、嵐、舞風、浜風、時津風、雪風、初風、天津風）は空母3隻を護衛してアメリカ軍機動部隊艦載機と交戦した。
11月4日、第16駆逐隊（時津風、初風）は空母瑞鶴と重巡洋艦妙高を護衛してトラックを出港し、日本本土へ向かった。9日午前9時、豊後水道で瑞鶴隊（瑞鶴、初風）と分離、下関海峡通過後、佐世保入港前の午後6時に妙高と分離した。なお佐世保には既に重巡羽黒、第17駆逐隊第2小隊(磯風、浜風）が修理に従事しており、時津風の龍鳳護衛任務直前に横須賀を経由してトラックへ向かっている。
12月上旬、空母2隻（龍鳳、冲鷹）が横須賀からトラック泊地へ航空機（陸軍の九九式双発軽爆撃機）と物資を輸送する事になり、駆逐艦2隻（時津風、卯月）は空母2隻の護衛に指定された。時津風は途中で龍鳳と分離しサイパンへ向い、トラック泊地からは四水戦の駆逐艦2隻（朝雲、時雨）が龍鳳を出迎える予定であった。だが沖鷹は機械故障のため出港がおくれ、龍鳳隊のみ先行する。
12月11日、龍鳳と時津風は横須賀を出港したが、翌日になり米潜水艦ドラムの雷撃により龍鳳が中破。2隻は横須賀に引き返した。結局、冲鷹、卯月のみがトラック泊地に向かい、朝雲、時雨と合同した。また龍鳳が運搬するはずだった九九式軽爆20余機を輸送する空母として翔鶴型2番艦瑞鶴が指定される。12月31日、第16駆逐隊（時津風、初風）は秋月型駆逐艦1番艦秋月と共に瑞鶴を護衛して横須賀を出発、1月4日トラック泊地に到着。駆逐艦3隻（秋月、時津風、初風）は前進部隊に編入され、瑞鶴は戦艦陸奥等と共に内地へ戻った。
1943年（昭和18年）1月上旬、日本海軍はガダルカナル島からの撤収作戦を準備していた。同時期、最前線で常に活動していた駆逐艦部隊（陽炎、親潮、長波、涼風）の修理が必要となり、代艦として3隻（秋月、初風、時津風）の南東方面部隊編入を命じた。第16駆逐隊（初風、時津風）は1月7日トラックを出発、9日ショートランド泊地着。1月10-11日、第六次ガダルカナル島輸送作戦（鼠輸送）に参加する。駆逐艦8隻（黒潮、巻波、江風、嵐、大潮、荒潮、初風、時津風）が参加しており、輸送隊は小発動艇2隻を曳航しドラム缶150個を積み込んでいた。指揮官は第二水雷戦隊司令官小柳冨次少将で、第15駆逐隊黒潮から指揮をとった。駆逐艦8隻は、警戒隊（江風→黒潮→初風→時津風）と、輸送隊（嵐→巻波→大潮→荒潮）に分離し、それぞれが単縦陣を形成していた。
午後10時以降、輸送隊はガダルカナル島エスペランス岬周辺海域でアメリカ軍魚雷艇と交戦した。22時47分、初風が魚雷1本を被雷して大破。通信装置と操舵装置が故障した。時津風はアメリカ軍魚雷艇2隻撃沈、飛行艇1隻撃墜を報告した。
その後、第1組（黒潮、巻波、大潮、荒潮）は速力30ノットでガダルカナル島海域を離脱。第4駆逐隊司令有賀幸作大佐（嵐座乗）は、3隻（嵐、時津風、江風）を率いて最大発揮速力10-16ノット限度の初風の護衛にあたり、11日夕刻にショートランド泊地へ到着した。時津風以下4隻の帰還は小柳司令官に大きな感銘をあたえ、護衛した3隻の艦名を記載したうえで『特に嵐(第4駆逐隊司令)、江風(第24駆逐隊司令)、時津風は損傷艦初風を護衛し友軍機の協力と相俟って長途離脱に成功し功績極めて顕著なりと認む』と直々に言及している。
1月12日夕刻、第十戦隊司令官木村進少将を指揮官とする駆逐艦9隻（秋月《第十戦隊旗艦》、時津風、嵐、黒潮、谷風、浦風、浜風、磯風、舞風）は、ガ島輸送作戦を実施するためラバウルを出撃。警戒隊（秋月、黒潮、時津風、嵐）、輸送隊（谷風、浦風、浜風、磯風、舞風）という区分だった。13日朝ショートランド進出、14日朝に出撃した。揚陸作戦成功後の15日朝、空襲により嵐が一時航行不能、谷風駆逐艦長勝見中佐が戦死、浦風が小破という損害を受けた。嵐は舞風に曳航されて避退した。それ以上の損害を受けることなく、各艦は夕刻までにショートランド泊地へ戻った。
1月19日、第十戦隊旗艦秋月が米潜水艦（ノーチラス）の雷撃で大破、その際に十戦隊司令官木村進少将が負傷したため、1月21日附で第二水雷戦隊司令官小柳冨次少将が第十戦隊司令官に任命された。1月24日、時津風、黒潮は輸送船2隻を護衛してサンタイサベル島レカタ基地への輸送を実施した。
1月下旬〜2月上旬、第16駆逐隊2隻（時津風、雪風）はイザベル島沖海戦（ケ号作戦）に参加した（参加した隊に関しては後述）。

### ダンピール海峡の悲劇
1943年（昭和18年）2月上旬、ガダルカナル島からの撤退に伴い、日本陸海軍は作戦の見直しを行った。2月13日に結ばれた陸海軍中央協定により、ニューギニア方面の防備を固めるべく戦力の移動がはじまった。その一環として南東方面艦隊はパプアニューギニアの小都市ラエへの増援作戦「八十一号作戦」を立案した。当時の第16駆逐隊分隊（時津風、雪風）は、外南洋部隊主隊／第八艦隊（司令長官三川軍一中将） - 増援部隊／第三水雷戦隊（司令官木村昌福少将：旗艦「川内」）の指揮下に行動していた。輸送人員は、軍司令官安達二十三陸軍中将の第十八軍司令部および師団長中野英光陸軍中将の第五十一師団約6900名、火砲・車輌・各種軍需品、海軍が第23防空隊を含む約400名である。
2月27日午前4時、護衛部隊指揮官木村少将が駆逐艦白雪と共にラバウルに到着し、各隊司令官・艦長が集合して打ち合わせを行う。2月28日深夜、輸送船団（神愛丸、帝洋丸、愛洋丸、旭盛丸、大井川丸、太明丸、「海トラ」1隻、野島）は、第三水雷戦隊（木村少将：旗艦／第11駆逐隊　白雪）・第8駆逐隊（朝潮、荒潮）・第9駆逐隊（朝雲）・第16駆逐隊（雪風、時津風）・第19駆逐隊（浦波、敷波）に護衛されてラバウルを出撃、速力9ノットで西方へ向かう。第16駆逐隊司令荘司喜一郎大佐座乗の時津風は輸送船団左列先頭を航行し、安達陸軍中将が乗船していた。
3月1日1600時、船団はアメリカ軍機に発見されると触接を受けた。3月2日、B-17爆撃機による爆撃で輸送船旭盛丸が沈没、給炭艦野島が損傷し、駆逐艦2隻（朝雲、雪風）は船団に先行してラエへ向かい、旭盛丸の人員や物資を揚陸すると再び船団へ戻った。
3月3日、ダンピール海峡において輸送船団および時津風以下護衛艦隊はアメリカ軍機およびオーストラリア軍機の空襲を受けた。護衛の零式艦上戦闘機（空母瑞鳳派遣部隊を含む）はB-17を迎撃しようとしたろころ連合軍護衛戦闘機群との空戦に巻き込まれ、低空で反跳爆撃を行うブリストル ボーファイターやB-25型爆撃機を阻止できなかった。8時9分頃、時津風の機械室右舷に爆弾（16駆側は魚雷と誤認）が命中し浸水、航行不能となる。時津風の乗組員および安達中将以下陸軍将兵を姉妹艦雪風に収容された。その後、時津風はキングストン弁を開いての自沈処置がとられたという。雪風による雷撃処分という証言もある。
この戦闘で時津風の他に駆逐艦3隻（白雪、朝潮、荒潮《3日時点で漂流中》）が沈没、輸送船は全隻撃沈された。浦波と救援にかけつけた初雪は救助者と共にラバウルへ回航、木村司令官（敷波座乗）は3隻（敷波、朝雲、雪風）と共に救助活動を行ったのち避退。この時、初雪はカッターボートで脱出していた時津風乗組員20数名を救助している。木村司令官は第八艦隊に対し『0100捜索ヲ打切リ北上ス。本捜索中荒潮ヲ発見170名救出シタル外輸送船駆逐艦其ノ他人員等発見スルニ至ラズ』と報告した。
ところが自沈処理が行われたはずの時津風は沈没しておらず、翌日にクレチン岬南東方向タミ島の143度50浬を漂流中の時津風を日本軍が発見。時津風艦内に将来使用予定の暗号書がある事が問題になる。アメリカ軍に鹵獲されぬよう零戦14機と九九式艦上爆撃機9機が出撃、九九艦爆が爆撃を行うが撃沈できなかった（南東方面艦隊の報告では艦尾に爆弾1命中、左舷に至近弾1）。アメリカ側の記録によると、同日午後に第五空軍所属の爆撃機が漂流する時津風を攻撃、撃沈した。時津風処分のために日本軍潜水艦が派遣され、伊号第十七潜水艦は捜索中に船団生存者34名を救助するが、アメリカ軍の魚雷艇2隻に来襲されて短艇2隻の乗組員は救助できなかったという。
同年4月1日、ビスマルク海海戦で沈没した僚艦や、3月5日ビラ・スタンモーア夜戦で沈没した駆逐艦村雨、峯雲と共に時津風の除籍が決定された。
時津風は陽炎型駆逐艦、
第16駆逐隊、
帝国駆逐艦籍、
のそれぞれから除籍された。

## 主な戦歴
- スラバヤ沖海戦 - 第二水雷戦隊・第16駆逐隊に、雪風、初風、天津風とともに所属。
- 第二次ソロモン海戦 - 第三艦隊支隊に、空母龍驤、重巡洋艦利根、天津風と共に所属。龍驤沈没後、乗組員救助。
- 南太平洋海戦 - 第三艦隊(南雲機動部隊)本隊に所属[36]。第一航空戦隊（翔鶴、瑞鶴、瑞鳳）、第4駆逐隊（嵐、舞風）、第16駆逐隊（初風、雪風、天津風、時津風）、第17駆逐隊（浜風）、第61駆逐隊（照月）
- ケ号作戦[91]
  - 陽動上陸戦 - 警戒隊（時津風《旗艦》、黒潮、白雪）、輸送隊（浦風、浜風、江風）[92]
  - 第一次輸送 - 第16駆逐隊（時津風、雪風）、第17駆逐隊（谷風、浦風、浜風、磯風）、第8駆逐隊（大潮、荒潮）、第10駆逐隊（風雲、《巻雲|沈没》、夕雲、秋雲）、《巻波|小破》、舞風、江風、黒潮、白雪、文月、皐月、長月、《カビエン待機|川内》
  - 第二次輸送 - 第16駆逐隊（時津風、雪風）、第17駆逐隊（谷風、浦風、浜風、磯風）、第8駆逐隊同上2隻、第10駆逐隊（風雲、夕雲、秋雲）、白雪、黒磯、朝雲、五月雨、《舞風|中破》、江風、皐月、長月、文月、《カビエン待機|川内》、《ショートランド待機|巻波、夕霧》
  - 第三次輸送 - 第16駆逐隊（時津風、雪風）、第17駆逐隊（谷風、浦風、浜風、《磯風|中破》）、第8駆逐隊同上2隻、第10駆逐隊同上3隻、白雪、黒潮、朝雲、五月雨、皐月、文月、長月

## 歴代艦長
艤装員長
1. 中原義一郎 中佐：1940年9月1日[3] - 1940年12月15日[7]

駆逐艦長
1. 中原義一郎 中佐：1940年12月15日[7] - 1942年9月3日[32]
2. 本倉正義 中佐：1942年9月3日[32] - 1943年4月1日[93]（後日、夕雲型駆逐艦「浜波」駆逐艦長[94]等）